# 君がくれた夏 (奥華子の曲)
「君がくれた夏」（きみがくれたなつ）は、奥華子の楽曲。彼女の14枚目のシングルとして2015年3月18日にポニーキャニオンからCDが発売された。

## 解説
映画『あしたになれば。』の主題歌として書き下ろされた楽曲。奥自ら映画の台本を読み、監督と打ち合わせを繰り返して制作した。奥は本曲について、「映画を観終わった時、心の中にあった瑞々しい青春時代の記憶が蘇りました。そんな物語の最後に流れる音楽として、何度も映像を観ながら作らせて頂きました。映画と一緒に楽しんで頂けたら嬉しいです」と話している。
シングルとしては前作「冬花火」からおよそ1年2ヶ月ぶりのリリースとなる。2014年12月27日に日本橋三井ホールで開催された『奥華子コンサート2014「冬の贈りもの」』第一夜公演で発売日が発表された。発売日からは4日連続で、リリース記念インストアライブが開催された。

## 収録曲
| 全作詞・作曲: 奥華子。 |                                                                                    |           |            |                 |      |
| #                      | タイトル                                                                           | 作詞      | 作曲・編曲 | 編曲            | 時間 |
| 1.                     | 「君がくれた夏」(ユナイテッドエンタテインメント配給映画『あしたになれば。』主題歌) | 奥華子    | 奥華子     | su-kei          | 5:20 |
| 2.                     | 「大切なもの」                                                                     | 奥華子    | 奥華子     | su-kei/ThY_tone | 5:29 |
| 3.                     | 「本当の世界」                                                                     | 奥華子    | 奥華子     | 奥華子          | 4:41 |
| 4.                     | 「君がくれた夏 -Instrumental-」                                                    | 奥華子    | 奥華子     |                 | 5:20 |
| 5.                     | 「大切なもの -Instrumental-」                                                      | 奥華子    | 奥華子     |                 | 5:29 |
| 6.                     | 「本当の世界 -Instrumental-」                                                      | 奥華子    | 奥華子     |                 | 4:38 |
| 合計時間:              | 合計時間:                                                                          | 合計時間: | 30:59      |                 |      |